# Comtat de Gavia
El comtat de Gavia (anteriorment anomenat comtat de Gavia la Grande) és un títol nobiliari espanyol creat pel rei Carles II el 1680 a favor de Francisco Lopez de los Rios y Cerón, senyor de Gavia la Grande, virrei de Navarra i cavaller de l'orde de Calatrava. El seu nom es refereix a la localitat de Gabia Grande, en el municipi de Las Gabias, a Granada.
El 4 d'octubre de 1802, Carles IV va concedir la Grandesa d'Espanya al VI comte, Mariano Gutiérrez de los Ríos i Egas Venegas, cavaller vint-i-quatre de Còrdova.

## Comtes de Gavia
- Francisco Lopez de los Ríos y Cerón, I comte de Gavia
- Martín de los Ríos y de los Ríos, II comte de Gavia
- Luisa de los Ríos y de los Ríos, III comtessa de Gavia
- Lope Francisco de los Ríos y de los Ríos, IV comte de Gavia
- Diego Gutiérrez de los Ríos y Díaz de Morales, V comte de Gavia
- Mariano Gutiérrez de los Ríos y Egas Venegas, VI comte de Gavia
- Diego Gutiérrez de los Ríos y Godoy-Ponce de León, VII comte de Gavia
- Rafaela Gutiérrez de los Ríos y Cabrera, VIII comtessa de Gavia
- Rosario Gutiérrez de los Ríos y Godoy, IX comtessa de Gavia
- Pedro Losada y Gutiérrez de los Rios, X comte de Gavia (comte de Valdelagrana)
- Antonio Losada y Fernández de Liencres, XI comte de Gavia
- Francisco Losada y de las Rivas, XII comte de Gavia
- Juan Losada y González de Villalaz, XIII comte de Gavia (II marquès de los Castellones)
- Emilio Losada y Drake, XIV comte de Gavia, III marquès de los Castellones, VIII marquès de Villablanca, comte de Valdelagrana, marquès de Zarreal.
- Alfonso Losada y Penalva, XV comte de Gavia, IV marquès de los Castellones.